# Wolf Balthasar von Selchow
Wolf Balthasar von Selchow (* 1684; † 1744) war ein preußischer Generalleutnant und Regimentschef des Infanterie-Regiments Nr. 12.

## Eltern
Wolf Balthasar von Selchow war der Sohn des brandenburgischen Quartiermeisters und Hauptmanns Melchior von Selchow und der Anne Modeste von Köckritz aus dem Haus Zohlow. Sein Vater war der Erbherr des Gutes Lieben. Sein Bruder Johann Bernhard von Selchow war Ritter des Johanniterordens.

## Leben
Er war 1709 noch Leutnant in der Armee der Landgrafschaft Hessen-Kassel. Aber am 31. Oktober 1713 war er Hauptmann (Kapitän) der preußischen Armee und am 4. Januar 1716 wurde er Major im „Regiment Schlabrendorf zu Fuß“. 1730 wurde er Oberstleutnant im „Regiment Prinz Heinrich zu Fuß“ (später No. 12), kurz danach war er bereits Oberst und wurde am 31. Mai 1741 zum Generalmajor erhoben und Nachfolger als Chef seines Regiments, da Markgraf Heinrich ein neues bekam. Selchow ging aber bereits 1743 als Generalleutnant in Pension.
Er kämpfte mit den Truppen am Anfang des Jahrhunderts in Italien, den Niederlanden und Deutschland. 1715 war er bei der Belagerung von Stralsund und später auch im Ersten Schlesischen Krieg beteiligt, u. a. 1741 bei der Besetzung von Breslau.